# 4. muslimanska slavna brigada
4. muslimanska slavna brigada – związek taktyczny Sił Zbrojnych Republiki Bośni i Hercegowiny uczestniczący w wojnie w Bośni i Hercegowinie, dowodzony przez Nezima Halilovicia.